# Chiaki Ishii
Chiaki Ishii (né le 1er octobre 1941) est un judoka brésilien d'origine japonaise. Il participe aux Jeux olympiques d'été de 1972 dans la catégorie des poids mi-lourds et remporte la médaille de bronze. Cette médaille est la première médaille remportée par le Brésil en judo aux Jeux olympiques.

## Palmarès

### Jeux olympiques
- Jeux olympiques de 1972 à Munich,  Allemagne
  -  Médaille de bronze